# Crane County
Crane County är ett administrativt område i delstaten Texas, USA, med 4 375 invånare (2010). Den administrativa huvudorten (county seat) är Crane. 

## Geografi
Enligt United States Census Bureau så har countyt en total area på 2 036 km². 2 036 km² av den arean är land och 0 km² är vatten. 

### Angränsande countyn
- Ector County - norr
- Upton County - öster
- Crockett County - sydost
- Pecos County - söder
- Ward County - väster